# Turc commun
Le turc commun ou turc shaz est un taxon dans certaines classifications des langues turques qui les inclut toutes, à l'exception des langues oghoures.
La proposition de Lars Johanson contient les sous-groupes suivants :
- Turc commun sud-occidental (oghouz)
- Turc commun nord-occidental (kipchak)
- Turc commun sud-oriental (ouïghour ou karluk)
- Turc commun nord-oriental (sibérien)
- Le khalaj (ou arghou)

Les langues turques sont une famille de langues d'au moins 35 langues documentées, parlées par les peuples turciques. Le turc commun comprend toutes les langues turciques à l'exception des langues oghoures.